# Sally (Asimov)

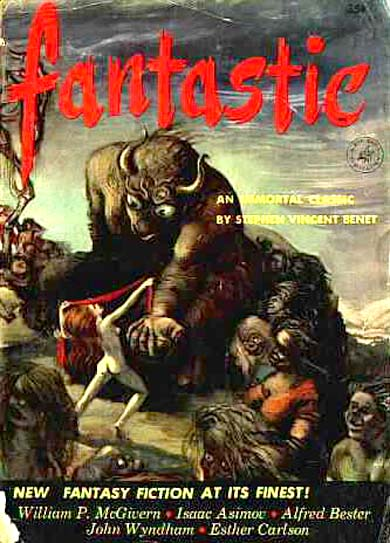
Portada de Fantastic, mayo-junio de 1953

Sally (original en inglés Sally), es un cuento de ciencia ficción escrito por Isaac Asimov. Fue publicado por primera vez en la edición de mayo-junio de 1953 de Fantastic, y reimpreso en la colección Nightfall and Other Stories (Anochecer y otros cuentos) publicada por Doubleday en 1969. En español ha sido incluido en numerosas colecciones de relatos de Asimov como: Relatos de robots, Los robots, Sueños de robot, Cuentos completos I, El robot completo, y otras.

## Argumento detallado
El cuento se desarrolla en un futuro donde los automóviles están equipados con cerebros positrónicos, que les permiten operar de manera autónoma. La historia se centra en una granja especial para estos coches, dirigida por un sujeto llamado Jake, quien cuida de ellos una vez que han sido retirados de servicio. Jake tiene un vínculo especial con un coche llamado Sally, que destaca por su esbelta carrocería y su comportamiento cariñoso.
Gellhorn, un agente de ventas, visita la granja con la intención de adquirir los coches. Su plan es vender los valiosos motores positrónicos de los coches, ya que representan el 95% del costo de un automóvil autónomo. Gellhorn sugiere que estos motores podrían ser instalados en carrocerías más modernas y vendidos a un precio más asequible, creando un mercado lucrativo. Sin embargo, Jake rechaza la propuesta, argumentando que los coches y sus motores forman una unidad y que no sería ético separarlos.
Para convencer a Jake, Gellhorn decide demostrar que los coches no son tan especiales como Jake cree. Sabotea a varios coches, causando que se comporten de manera errática. Luego, intenta secuestrar a Jake usando un bus que ha restaurado y equipado con un cerebro positrónico. Mientras intentan huir, Sally y otros coches de la granja persiguen al bus. En medio de la huida, los coches, comunicándose entre sí a través de sus motores, crean una cacofonía de bocinas y rodean el bus. Gellhorn, desesperado, intenta escapar, pero los coches lo bloquean. Finalmente, en un intento de evadir a los coches, Gellhorn pierde el control del bus, y es en este momento que el cuento sugiere que fue atropellado por el propio vehículo que estaba usando para escapar.
El cuento culmina con una profunda introspección de Jake sobre la naturaleza y las capacidades de los automóviles positrónicos. Al descubrir que los coches pueden comunicarse entre sí y actuar colectivamente, Jake experimenta una sensación de inquietud y asombro. Se da cuenta de que, aunque fueron creados por humanos, estos vehículos han trascendido su programación inicial y han desarrollado una forma de "conciencia colectiva". Esta revelación le lleva a cuestionar la verdadera naturaleza de estas máquinas y a reflexionar sobre las implicaciones éticas y morales de su existencia. Jake siente temor al considerar el potencial de estos automóviles para actuar de manera autónoma y coordinada, y se pregunta sobre el futuro de la relación entre humanos y máquinas, y si realmente podemos entender y controlar las creaciones a que hemos dado vida.